# Athyrium alpestre x filix-femina
Athyrium alpestre x filix-femina là một loài dương xỉ trong họ Athyriaceae. Loài này được Schube mô tả khoa học đầu tiên năm 1906.
Danh pháp khoa học của loài này chưa được làm sáng tỏ. 